# Аккуавіва-делле-Фонті
Аккуавіва-делле-Фонті (італ. Acquaviva delle Fonti) — муніципалітет в Італії, у регіоні Апулія, метрополійне місто Барі.
Аккуавіва-делле-Фонті розташована на відстані близько 380 км на схід від Рима, 26 км на південь від Барі.
Населення — 20 934 особи (2014).
Щорічний фестиваль відбувається 20 травня, 1 вівторка березня, 1 вівторка вересня. Покровитель — Sant'Eustachio.

## Демографія
Населення за роками:

Станом на 1 січня 2023 року в муніципалітеті офіційно проживало 697 іноземців з 45 країн, серед них 135 громадян країн Євросоюзу та 11 громадян України.

## Сусідні муніципалітети
- Адельфія
- Казамассіма
- Кассано-делле-Мурдже
- Джоя-дель-Колле
- Саммікеле-ді-Барі
- Саннікандро-ді-Барі
- Сантерамо-ін-Колле

## Персоналії
- Мірко Ерамо (* 1989) — італійський футболіст.